# Gustave (crocodile)

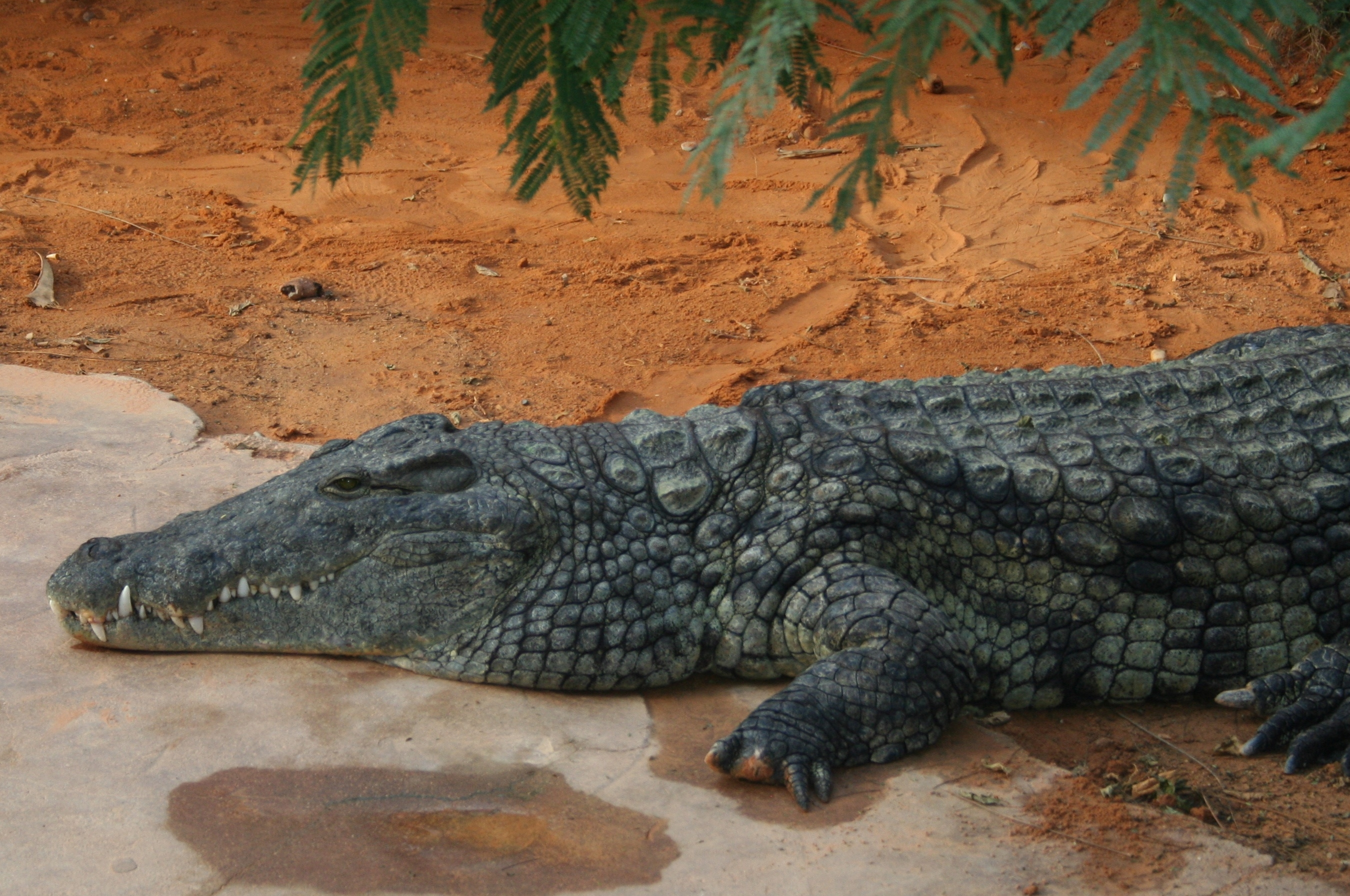
Spécimen de Crocodylus niloticus Laurenti

 (septembre 2024).
Si vous disposez d'ouvrages ou d'articles de référence ou si vous connaissez des sites web de qualité traitant du thème abordé ici, merci de compléter l'article en donnant les références utiles à sa vérifiabilité et en les liant à la section « Notes et références ».
Gustave est le nom donné à un célèbre crocodile du Nil ayant vécu au Burundi et qui a tué de très nombreuses personnes à partir des années 1990. Sa taille était estimée à l'époque à plus de six mètres, voire sept mètres.
Le nom de Gustave lui a été attribué par Patrice Faye, un dramaturge, écrivain, comédien et résident français au Burundi, fondateur d’écoles et d’orphelinats, et naturaliste autodidacte. En 2002, Faye et une équipe de journalistes tentent de capturer la bête à l’aide d’un énorme piège disposé sur les berges. Cependant, les conditions de travail sont loin d’être idéales et la météo capricieuse. L'entreprise échoue. L’expédition a donné lieu à un documentaire intitulé Le monstre du Tanganyika diffusé en 2004.

## Une réputation de mangeur d'hommes
Gustave est réputé pour avoir intégré la chair humaine dans son régime alimentaire habituel. Il aurait fait plus de 300 victimes le long de la rivière Rusizi ainsi que sur les rives du nord du lac Tanganyika. Bien que le nombre de morts à son actif soit probablement exagéré (les disparitions humaines lui étant quasi-systématiquement attribuées), Gustave a atteint un statut de mangeur d’homme proche du mythe vivant et est particulièrement craint par les populations vivant dans la région. Il porte sur son corps de nombreuses cicatrices par balles.
Fait exceptionnel, il est connu pour avoir tué et dévoré un hippopotame adulte, chose hors de portée d’un crocodile de plus petite taille.
Gustave a été vu et filmé le 21 août 2007 par Patrice Faye et son fils Gaël mais il est vu pour la dernière fois en 2014.
Depuis, son statut actuel demeure inconnu, l'hypothèse d'un décès de l'animal, courant 2019, pouvant expliquer cela, mais ce n'est pas confirmé car le crocodile peut vivre plus de 100 ans.

## Cinéma
- Le film Primeval, réalisé par Michael Katleman en 2007.